# Zapalniczka stołowa

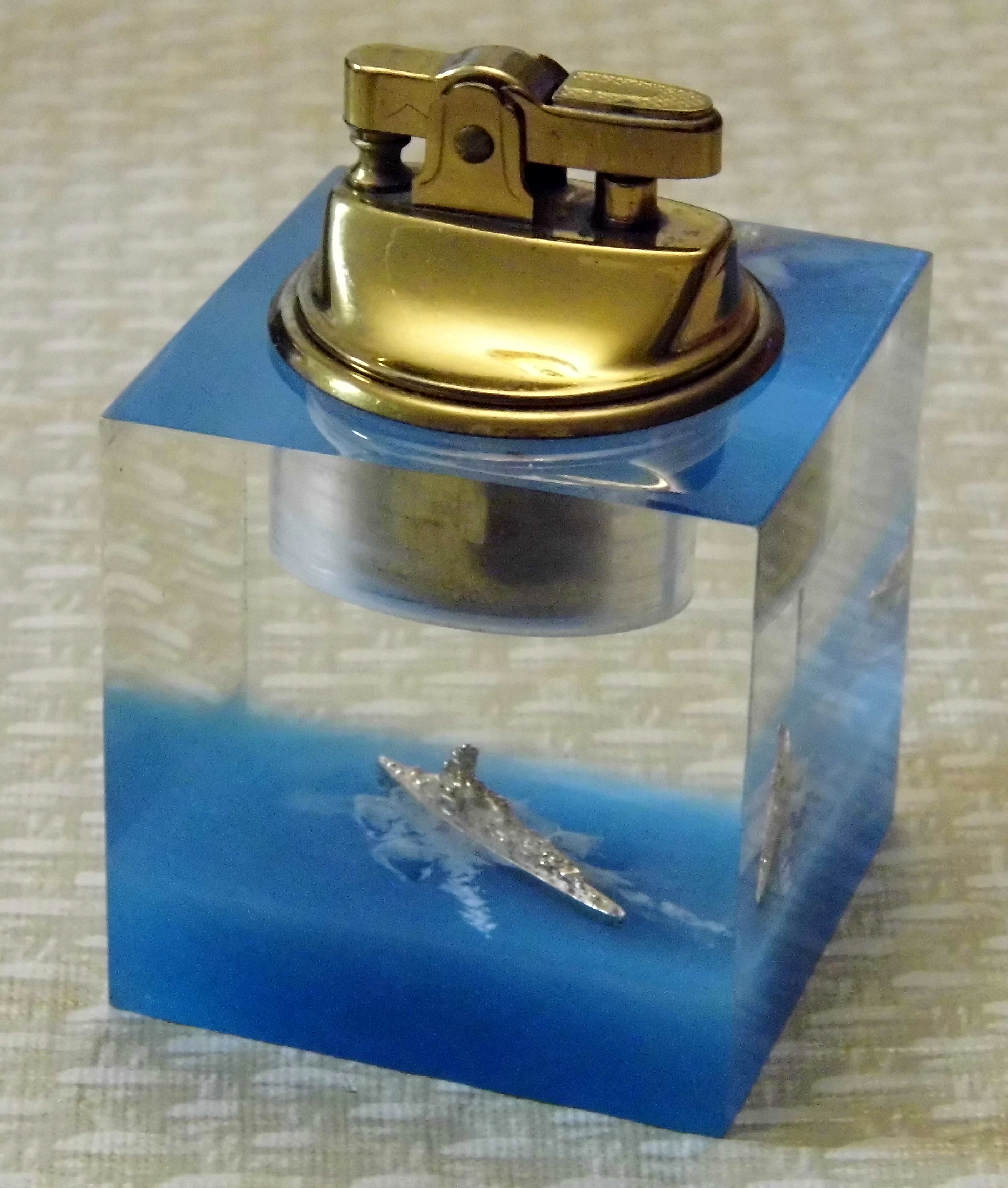
Zapalniczka stołowa

Zapalniczka stołowa (inaczej zapalniczka gabinetowa) – urządzenie generujące niewielki kontrolowany płomień. W przeciwieństwie do zapalniczek kieszonkowych budowa zapalniczki stołowej, w tym jej rozmiar i obciążenie, gwarantuje odpowiednią stabilność na stole, biurku lub innej płaskiej powierzchni kosztem mniejszej mobilności.

## Historia
Pierwsze zapalniczki z uwagi na swoją konstrukcję i rodzaj paliwa były wytwarzane wyłącznie w wersji stołowej. Dopiero wynalazek tzw. kamienia zapalniczkowego austriackiego naukowca Carla Auere Freiherra von Welsbacha umożliwiło na początku lat XX wieku na wyraźną segmentację rynku zapalniczek na kieszonkowe i stołowe (gabinetowe).
Pierwszą w pełni zautomatyzowaną zapalniczką stołową był Ronson (Banjo) Tablelighter, której twórcą był Louis V. Aronson. Była to benzynowa zapalniczka stołowa, której produkcja rozpoczęła się w 1928. Natomiast pierwsza stołowa zapalniczka gazowa została wypuszczona na rynek w 1948 roku we Francji przez firmę Flaminaire.
Apogeum popularności zapalniczki stołowe osiągnęły w latach 1945–1960. Najlepiej sprzedającymi modelami zapalniczek stołowych były wówczas „Crown” oraz „Queen Anne” – obie produkował Ronson głównie na rynek amerykański, brytyjski oraz kanadyjski. Lata 70. były już jednak dla tego segmentu bardzo trudne, a to za sprawą zalania rynku tanimi jednorazowymi kieszonkowymi zapalniczkami gazowymi. Mniejsza liczba palaczy dodatkowo pogarszały wyniki producentów zapalniczek stołowych, które obecnie spotyka się w ofercie producentów zapalniczek niezwykle rzadko. Swoją drugą młodość przeżywają jednak na rynku kolekcjonerskim, których ceny znanych marek takich jak Dunhill, St. DuPont czy Ronson osiągają wysokie ceny.